# Стария пазар (Енидже Вардар)
Стария пазар (на гръцки: Παλιά αγορά, на турски: Eski pazar) е традиционен стар търговски квартал на македонския град Енидже Вардар (Па̀зар), Гърция. Намирал се е в югозападната част на града, на север от „Егнатия“ и между мюсюлманските махали Хаджи Рисул, Хаджи Огурлу, Лала Юсуф бей и Хизиршах бей. Днес е част от съвременния търговски квартал Палия агора.

## История
Махалата на пазара или чаршията включва само магазини и дюкяни. По протежение на улица „Монастириу“, днес „Егнатия“, са били разположени подред Рибния пазар, Зеленчуковия пазар и Централния пазар. Тук са се намирали най-малко 30 на брой ханове. Все още е запазено името „Пред хановете“, както го споменава и Евлия Челеби. В XXI век са запазени едва няколко от старите сгради в квартала.
Георги Божков пише в спомените си:
| „ | След едно изгаряне, мястото до “Исуф джамиси” станало “Хайван пазар”, ограден отвсякъде с желязна ограда. Овощарските продукти се продаваха на “Имиш пазар”. На него беше обесен учителят Лешкинов Димитър. Тук идваха селяни всеки четвъртък. От горните села Ливада, Ошин, Тушим, Мая даг, Мегленията, носеха вълнени изделия, вълна, хаби, чорапи, ямболии. От Сланицата – фасул, орехи, кестени, ориз, мед, грозде, ябълки, смокини и др. На този площад бяха и големите магазини – кинкалерия, бакалия, въжарски материали, дърводелски изделия, дикани, чутури, тенекиени изделия. На средата имаше кладенец, “Тулумбата”. По-надолу беше “Алка бунар”, където се продаваше прясна риба. Пазарът беше на шосето Солун-Битоля. Встрани от пътя за Солун беше “Тереке пазар” (Житен пазар). В града имаше всеки ден пазар, но се местеше. На пътя за часовника имаше ханища. В ханът на Борис Шперов се събираха всички файтонджии, които караха пътници за Солун и Воден. На този площад имаше шадраван и два хана на турци. | “ |